# Ачкина, Рита Николаевна
Рита Николаевна Ачкина (1 февраля 1938, Могилёв, Белорусская ССР, СССР) — советская лыжница, призёрка Олимпийских игр, чемпионка мира. Первая уроженка Белоруссии призёрка зимних Олимпийских игр. Заслуженный мастер спорта СССР (1969).

## Биография
Во время Второй мировой войны Рита потеряла маму Валентину Тимофеевну Кондратьеву-Ачкину (1918—1944), студентку физкультурного института, связную партизанского отряда. Отец Николай Иванович Ачкин (1918—1975), пройдя всю войну, стал боксёром и легкоатлетом, чемпионом республики. Рита изначально мечтала заниматься гимнастикой, однако в итоге выбрала лыжную секцию.

Окончив школу, Ачкина поступила в Институт физкультуры. Позднее, переехав в Минск, начала выступать за команду БССР, вскоре получив звание одной из лучших лыжниц СССР.
На Олимпиаде-1964 в Инсбруке заняла 10-е место в гонке на 5 км.
На Олимпиаде-1968 в Гренобле завоевала бронзу в эстафетной гонке, кроме того была 6-й в гонке на 5 км.
На чемпионате мира-1966 в Осло стала чемпионкой в эстафетной гонке и завоевала бронзу в гонке на 5 км.
В 1965 году стала абсолютной чемпионкой СССР победив в личных гонках на 5 и 10 км и эстафете.
После завершения спортивной карьеры работала учителем физкультуры в начальной школе. В настоящее время проживает в Москве, по состоянию на 2010 год, несмотря на преклонный возраст продолжала работать учителем физкультуры.
В некоторых источниках Ачкину ошибочно именуют Маргаритой, но её имя записанное в её документах это Рита, об этом сама Ачкина говорила в своих интервью.
Муж Юрий Тихонович Костиков (1939—1982) был мастером спорта по биатлону, майором Девятого управления КГБ СССР, трагически погиб.